# Феофил (Анэстэсоае)
Епи́скоп Фео́фил (рум. Episcop Teofil, в миру Дими́трие Анэстэсоа́е, рум. Dimitrie Anăstăsoaie; род. 16 января 1979, Хунедоара) — епископ Румынской православной церкви, епископ Тротушанский, викарий Романской и Бакэуской архиепископии.

## Биография
Родился 16 января 1979 года в Хунедоаре, вырос в семье священника Виорела и матушки Фивии, являясь первым из шести детей.
В период с 1985 по 1993 год обучался в начальной и гимназической школе в селе Гояса, жудец Бакэу. С 1993 по 1997 год учился в Богословском лицее города Комэнешти, жудец Бакэу, по специальности «математика-физика».
В 1997 году был принят на богословский факультет имени Патриарха Юстиниана Бухарестского университета, который окончил в 2001 году. В том же году начал обучение в магистратуре по направлению «Богословие — пастырство и литургическая жизнь» в рамках того же факультета.
В 2000 году поступил в братство Монастыря Раду-Водэ в Бухарестe, где 29 августа 2001 года был пострижен в монашество с именем Феофил. 9 октября 2001 года, с благословения Патриарха Феоктиста, архиепископом Варсанофием (Годжеску) был рукоположен во иеродиакона, а и 10 октября того же года — в сан иеромонаха на служение в той же обители.
Начиная с 2003 года нёс различные послушания, в том числе: преподавателя литургики в православной духовной семинарии-лицее имени митрополита Нифона в Бухаресте и клирика Патриаршего собора, где 25 апреля 2004 года был возведён в сан протосинкелла. 1 октября 2005 года был назначен административным экзархом монастырей в пределах Бухарестской архиепископии, это послушание он исполнял до декабря 2014 года.
С 16 октября 2007 года также был назначен настоятелем скита Дарвари в Бухаресте, где продолжил и завершил работы по расширению корпусов келий, руководил процессом реставрации росписей и иконостаса храма в честь святых равноапостольных Константина и Елены и святых архангелов Михаила и Гавриила, при этом сохраняя монашеский устав, литургический порядок и духовное окормление всех, кто переступал порог скита. Обновительные работы в скиту Дарвари были освящены Патриархом Даниилом 8 ноября 2011 года.
31 мая 2011 года получил степень доктора богословия в Университете имени Лучиана Блага в Сибиу, на Богословском факультете имени Андрея Шагуны, где успешно (Cum laudae) защитил диссертацию на тему: «Святое и Великое Миро в Румынской Православной Церкви: порядок приготовления, богословское значение вещества и таинственные действия помазания Великим Миром» (рум. Sfântul şi Marele Mir în Biserica Ortodoxă Română — Rânduiala pregătirii, semnificaţia teologică a materiei şi efectele sacramentale ale ungerii cu Marele Mir), научным руководителем выступил митрополит Трансильванский Лаврентий (Стреза).
15 апреля 2014 года был назначен на послушание старшего экклесиарха Патриаршего собора в Бухаресте, которое исполнял до декабря 2014 года.
С января 2015 года архимандрит Феофил, по решению патриарха Румынии Даниила, был назначен настоятелем Румынских подворий на Святой Земле. 9 января 2015 года получил благословение Патриарха Иерусалимского Феофила III, на канонической территории которого он ведёт свою деятельность. 11 января 2015 года в Представительстве Румынского Патриархата в Иерусалиме после совершения Божественной литургии, по благословению и поручению патриарха Даниила, епископ Праховский Тимофей (Айоаней) совершил чин интрониазции архимандрита Феофила в должности представителя Румынского Патриархата при Иерусалимской Патриархии и настоятеля Румынских подворий в Иерусалиме, Иордании и Иерихоне. Он внёс вклад в сохранение монашеского устава и продвижение румынского духовного наследия.
2 июля 2025 года в период летней сессии Священного Синода Румынской Православной Церкви был избран викарием Романо-Бакэуской архиепископии с титулом «Тротушанский».
19 июля 2025 года в субботу вечером в Архиепископском соборе в честь преподобной Параскевы в городе Роман состоялся чин наречения архимандрита Феофила во епископа.
20 июля 2025 года на площади рядом с архиерейским собором святой преподобной Параскевы в Романе хиротонисан во епископа. Хиротонию совершили: митрополит Молдавский и Буковинский Феофан (Саву), митрополит Бессарабский, экзарх Новых Земель Петр (Пэдурару), архиепископ Рымникский Варсонофий (Годжеску), архиепископ Романский и Бакэуский Иоаким (Джосану), архиепископ Бузэуский и Вранчский Киприан (Спиридон), епископ Хушский Игнатий (Триф), епископ Бельцкий Антоний (Телембич), епископ Южно-Бессарабский Вениамин (Горяну), епископ Праховский Тимофей (Айоаней), епископ Ботошанский Никифор (Хория), епископ Дорнинский Дамаскин (Лукьян).